# Prespa Glacier
Prespa Glacier är en glaciär i Antarktis. Den ligger i Sydshetlandsöarna. Argentina, Chile och Storbritannien gör anspråk på området. Prespa Glacier ligger 18 meter över havet.
Terrängen runt Prespa Glacier är varierad. Havet är nära Prespa Glacier åt sydost. Trakten är glest befolkad. Närmaste befolkade plats är St. Kliment Ohridski Base, 13,4 kilometer nordväst om Prespa Glacier. 